# Blaps divergens
Blaps divergens – gatunek chrząszcza z rodziny czarnuchowatych i podrodziny Tenebrioninae.
Gatunek ten został opisany w 1875 roku przez Léona Fairmaire. Klasyfikowany jest w grupie gatunków B. gigas. Badania z 2011 roku wskazywały na jego siostrzaną pozycję względem Blaps approximans, jednak zgodnie z wynikami badań przeprowadzonych przez Condamine i współpracowników w 2013 roku zajmuje on pozycję siostrzaną do podgatunku Blaps nefraouensis nefraouensis, a linie ewolucyjne tych gatunków rozeszły się około miliona lat temu.
Blaps divergens jest żywicielem pośrednim nicieni Spirura rytipleurites.
Chrząszcz ten zamieszkuje Tunezję i Algierię.